# Tarikh al-fattash
El Tarikh al-fattash es una crónica de África Occidental escrita en árabe en la segunda mitad del siglo XVII. Proporciona un relato del Imperio songhai del reinado de Sonni Alí (gobernado 1464-1492) hasta 1599 con algunas referencias a los acontecimientos en el siglo siguiente. La crónica también menciona el anterior Imperio de Malí. Los eruditos franceses Octave Houdas y Maurice Delafosse publicaron una edición crítica en 1913. Se ha argumentado que esta edición combina el texto de un primer manuscrito incompleto con el de una falsificación reescrita producida a principios del siglo XIX. El Tarij se creía originalmente haber sido escrito por Mahmud Kati pero esto ha sido cuestionado y ahora se cree que Ibn al-Mukhtar, un nieto de Mahmud Kati, fue el autor.

## Descubrimiento
Durante su visita a Tombuctú en 1895, el periodista francés Félix Dubois se enteró de la existencia de la crónica pero no pudo obtener una copia. La mayoría de las copias del manuscrito habían sido destruidas a principios del siglo XIX por orden del líder de los fulani Seku Amadu, pero en 1911 se encontró un manuscrito antiguo en Tombuctú al que le faltaban algunas de las páginas iniciales. Se hizo una copia y se envió a la Biblioteca Nacional de Francia (MS N ° 6651). La versión original de Tombuctú se designa como «Manuscrito A» mientras que la copia es «Manuscrito B». Un año después, se encontró un manuscrito aparentemente completo en Kayes. Una copia de este manuscrito, que incluye el nombre de un autor, Mahmud Kati, se designa como el «Manuscrito C». Además del capítulo inicial, el Manuscrito C contiene varias adiciones y eliminaciones en comparación con el Manuscrito A.
Después de que Octave Houdas y Maurice Delafosse completaran una traducción del Tarikh al-fattash, recibieron otro manuscrito que había sido adquirido por el viajero francés Albert Bonnel de Mézières en Tombuctú en septiembre de 1913. El prefacio de este documento anónimo de 24 páginas anunciaba que fue escrito a petición de Askiya Darwud b. Harun. Se sabe que reinó en Tombuctú entre 1657 y 1669. El texto del manuscrito está estrechamente relacionado con el Tarikh al-fattash, y presenta material en un orden similar. Incluye una introducción que difiere de la del Manuscrito C, seguida de texto que es idéntico al Manuscrito A o es una versión abreviada de la que figura en el Manuscrito A, faltando muchos de los detalles.
En 1913 Houdas y Delafosse publicaron una edición crítica del texto árabe del Tarikh al-fattash junto con una traducción al francés. En el volumen que contiene la traducción al francés incluyeron, como «Apéndice 2», una traducción al francés de las porciones únicas del manuscrito de 24 páginas. Sin embargo, el texto árabe correspondiente no se incluyó en el volumen que contiene el texto árabe de los otros manuscritos.

## Dificultades con el texto
Hay algunos problemas obvios con el texto publicado por Houdas y Delafosse. La información biográfica de Mahmud Kati (en Manuscrito C solamente) sugiere que nació en 1468, mientras que la otra importante crónica del siglo XVII, el Tarikh al-Sudan, da el año de su muerte —o de alguien con el mismo nombre— como 1593, esto correspondería a una edad de 125 años. Además, hay profecías hechas en el capítulo inicial (Manuscrito C solamente) con respecto a la llegada del último de los doce califas predicho por Mahoma. Él será Ahmad de la tribu Sangare (Fulani) en Massina. Seku Amadu pertenecía a esta tribu y así se cumplió la profecía.
En 1971, el historiador Nehemia Levtzion publicó un artículo en el que argumentaba que el Manuscrito C era una falsificación producida durante el tiempo de Seku Amadu en el primer cuarto del siglo XIX. Sugirió que el verdadero autor del manuscrito (Manuscrito A) era Ibn al-Mukhtar, un nieto de Mahmud Kati y que la crónica probablemente fue escrita poco después de 1664.
Levtzion también sugirió que el texto incluido como Apéndice 2 de la traducción francesa podría corresponder a una versión anterior del Manuscrito A, antes de que el manuscrito fuera expandido por miembros de la familia Kati. Lamentablemente, el estudio moderno del Tarikh al-fattash se ve obstaculizado por la desaparición del manuscrito árabe correspondiente al Apéndice 2 de la traducción francesa.

## Origen del reino de Malí
El posible autor soninké de Tarikh al-Fattash, Ibn al-Mukhtar, registró la tradición oral que rodeaba el origen del imperio de Malí cuatrocientos años antes. Él declara: «El reino de Malí subió al poder solamente después de la caída del reino de Kaya-Magha, gobernante de toda la región occidental. Hasta entonces, el rey de Malí era simplemente uno de los vasallos del Kaya-Magha, uno de sus funcionarios y ministros. Kaya-Mahga en el idioma Wa'Kore (soninké) significa 'rey de oro' ... El nombre de la capital de Kaya-Magha era Qunbi.» 